# Ulica Wolska w Warszawie
Ulica Wolska – ulica w dzielnicy Wola w Warszawie.

## Opis
Nazwa ulicy, nadana oficjalnie w 1771 roku, pochodzi od nazwy wsi Wielka Wola, do której prowadziła jako trakt wychodzący ze Starej Warszawy w kierunku zachodnim. Od najdawniejszych czasów jest główną ulicą Woli. Około 1820 jako pierwsza w tej części miasta otrzymała (na swoim wschodnim odcinku) nawierzchnię z bruku i została uregulowana.
W 1908 roku ulicą po raz pierwszy pojechały tramwaje elektryczne.
W okresie międzywojennym w domu nr 147 mieścił się XIX komisariat Policji Państwowej.
W czasie obrony Warszawy we wrześniu 1939 roku ulicę na wysokości ulic Redutowej i Gizów przegrodzono barykadą, zbudowaną m.in. z dwóch wozów tramwajowych. 9 września nastąpił atak wojsk niemieckich ulicą Wolską na polskie pozycje w rejonie barykady i cmentarza prawosławnego, bronione przez żołnierzy 40 Pułku Piechoty Dzieci Lwowskich. Obrońcom udało się zatrzymać kolumnę niemieckich czołgów i samochodów pancernych, m.in. dzięki podpaleniu ok. 100 beczek z terpentyną, wytoczonych z Fabryki Przetworów Chemicznych „Dobrolin” i rozmieszczonych 8 września na ok. 100-metrowym odcinku ulicy. Wieczorem tego dnia Niemcy wycofali się z Woli. Zabudowa ulicy została częściowo zniszczona w wyniku walk oraz nalotów Luftwaffe.
W maju 1940 roku nazwa ulicy została zmieniona przez okupacyjne władze niemieckie na Litzmannstadtstrasse.
15 października 1975 oddano do użytku wielopoziomowy węzeł u zbiegu ulic Wolskiej, Kasprzaka i Redutowej, nazwany wolskim węzłem komunikacyjnym. Jezdnia północna ulicy Kasprzaka, prowadząca ruch w kierunku zachodnim, została poprowadzona w wykopie, zaś jezdnia południowa ulicy Kasprzaka, obie jezdnie ulicy Wolskiej, ulica Redutowa oraz torowisko tramwajowe poprowadzono na poziomie ziemi. 
5 lutego 2024 oddano do użytku część drogową przebudowanego wolskiego węzła komunikacyjnego, w obrębie którego wszystkie jezdnie krzyżujących się ulic Wolskiej, Kasprzaka i Redutowej znalazły się na poziomie ziemi. 25 marca 2024 oddano do użytku przebudowaną linię tramwajową na odcinku pomiędzy ulicami Elekcyjną i Kasprzaka, która została przeniesiona z północnej strony drogi na pas rozdzielający jezdnie. Przebudowana linia została połączona z oddaną do użytku 5 marca linią tramwajową wzdłuż ulicy Kasprzaka, pomiędzy ulicami Skierniewicką i Wolską, oraz umieszczoną w wykopie tramwajową częścią przebudowanego wolskiego węzła komunikacyjnego.
W latach 1952–1986 ulica leżała w ciągu drogi państwowej nr 17 oraz od 1962 roku do połowy lat 80. była częścią dróg międzynarodowych E8 i E12. Następnie w latach 1986 – 2013 stanowiła fragment przebiegu drogi krajowej nr 2 i trasy europejskiej E30.
Ulica stanowi granicę administracyjną między obszarami MSI w ramach dzielnicy Wola: Ulrychów i Odolany oraz Czyste i Młynów.

## Ważniejsze obiekty
- Cerkiew św. Jana Klimaka
- Cmentarz mariawicki
- Park Powstańców Warszawy
- Cmentarz Powstańców Warszawy
- Izba Pamięci przy Cmentarzu Powstańców Warszawy
- Cmentarz prawosławny
- Cmentarz Wolski
- Kamień upamiętniający powstańców z batalionu „Parasol” (nr 40)
- Kaplica Kościoła Jezusa Chrystusa Świętych w Dniach Ostatnich
- Kompleks biurowy Spark
- Kościół Matki Boskiej Nieustającej Pomocy w Warszawie
- Kościół św. Stanisława Biskupa
- Kościół św. Wawrzyńca
- Pałacyk Biernackich
- Osiedle Moczydło
- Park im. Edwarda Szymańskiego
- Park im. gen. Józefa Sowińskiego
- PDT Wola
- Pomnik Pamięci Pilotów RAF (przy skrzyżowaniu z ul. Redutową)
- Przystanek kolejowy Warszawa Wola
- Reduta nr 56
- Skwer im. płk. Zdzisława Kuźmirskiego-Pacaka (na skwerze galeria plenerowa rzeźb współczesnych przeniesionych z ul. Kasprzaka)[23]
- Stacja metra Płocka
- Kilkanaście tablic pamiątkowych Tchorka[24]
- Zajezdnia tramwajowa „Wola”
- Wojewódzki Szpital Zakaźny w Warszawie

## Obiekty nieistniejące
- Pałacyk Michlera
- Rogatki Wolskie
- Fabryka Przetworów Chemicznych „Dobrolin”
- Fabryka Obić i Papierów Kolorowych Józefa Franaszka